# Какатия

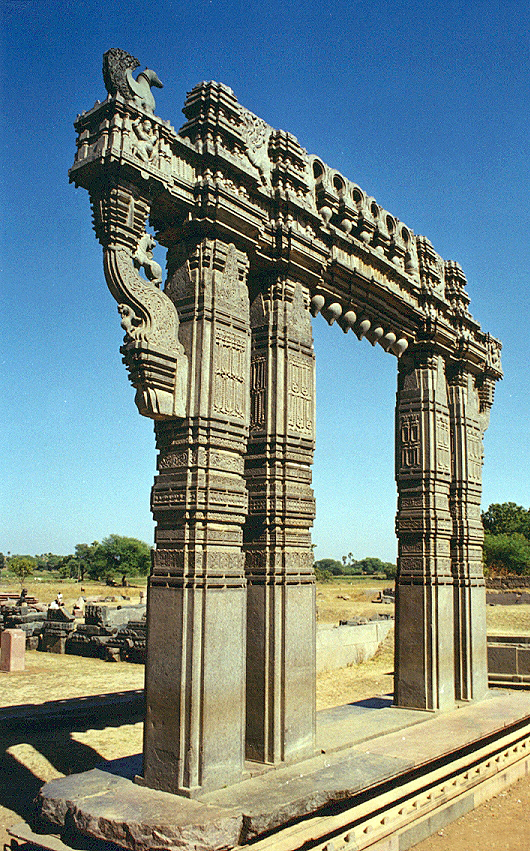
Руины арки Какатия Кала Торанам (Варангальские ворота).

Какатия (телугу కాకతీయ సామ్రాజ్యము) — царство и династия в Индии.
Династия Какатия имела контроль над территорией современных штатов Андхра-Прадеш и Телангана в 1083-1323 гг, в основном на плоскогорье Декан.
Династия — известная часть истории народа телугу.

## Обзор

### География
Базой Какатия был город Оругаллу на засушливых возвышенностях северной части Телангана на плоскогорье Декан. Оттуда они расширили своё влияние на прибрежную Андхру, дельту между реками Годавари и Кришна, впадающими в Бенгальский залив. При Какатиях культурные инновации часто начинались на возвышенностях, совершенствовались в низинах, а затем возвращались обратно в Декан. Этот двунаправленный поток культурных влияний породил чувство культурной близости между теми, кто говорил на языке телугу, ничего подобного ранее не было. Объединение различных культур возвышенностей и низменностей было их самым значительным политическим достижением.
Площадь земель под контролем Какатии достигла своего апогея примерно в XIII веке нашей эры во время правления Ганапати Дева. К этому времени Южная Индия и Декан находились под эгидой четырёх индуистских монархий, одной из которых были Какатии. Четыре династии находились в постоянном состоянии войны друг с другом, и Какатии в конечном итоге осуществляли контроль от Анагонди на западе до Кальяни на северо-востоке и до районов Каней и Ганджам на юге Ориссы.

### Архитектура
Заметной тенденцией в династический период было строительство водоёмов для орошения на возвышенностях, около 5000 из которых были построены семьями воинов, подчинёнными Какатиям. Резко изменились возможности для развития в малонаселённых засушливых районах. Многие из этих построек, часто называемых «резервуарами», в том числе большие образцы в Пакале и Рамаппе, используются до сих пор.
Ещё одна примечательная архитектурная особенность династии связана с храмами. Ещё до прихода династии в относительно густонаселённых районах дельты были большие, хорошо обоснованные и хорошо оборудованные индуистские культовые сооружения; однако храмы на возвышенностях, которые были меньше и менее космополитичны по своему происхождению и финансированию, не существовали до периода Какатия. В низинах, где было много браминов, храмы долгое время извлекали выгоду из желания создать социальные сообщества для целей внутренней и внешней торговли, а также для получения прав на выпас скота в условиях конкуренции; на возвышенностях предоставление зданий часто ассоциировалось со строительством и постоянным обслуживанием водохранилищ и позволяло создавать сети другого типа, основанные на политической иерархии. Укрепление этих иерархий, которое было достигнуто отчасти за счёт пожертвования земли для храмов, а затем посещения богослужений, было необходимо, поскольку внутреннее аграрное общество быстро росло в численности и местонахождении.

### Общество
Существует несоответствие между анализом надписей, в авангарде которого стояла работа Синтии Талбот, и традиционными трудами ведического индуизма, описывающими доколониальную Индию с точки зрения благоговейного и статичного общества, подверженного строгим ограничениям кастовой системы. Колониальные британские администраторы обнаружили в последних работах многое, что им нравилось, но надписи Какатия из Андхра-Прадеша, которые изображают гораздо более широкий спектр общества и событий, предполагают, что реальность была гораздо более подвижной и сильно отличалась от идеализированного образа.
Сама каста, похоже, не имела большого значения как социальный идентификатор. В отношении ранга варн Какатий отсутствовала последовательность. В большинстве их надписей не указана варна. В тех немногих случаях, где это было указано, в основном записано, что они были шудрами. Однако некоторые надписи пытались изобразить их как кшатриев. Любой, независимо от рождения, мог получить титул найяк, чтобы обозначить статус воина, и они это сделали. Хотя род занятий действительно был важным признаком социального положения, надписи предполагают, что люди не были привязаны к занятиям по рождению.
Население стало более оседлым в географическом отношении. Рост класса сельскохозяйственных крестьян поглотил многие племенные народы, которые ранее были кочевниками. Связь политики и вооружённых сил была важной чертой той эпохи, и набор крестьян в Какатия во многом способствовал созданию нового класса воинов, развитию социальной мобильности и распространению влияния династии на области её королевства, которые были раньше нетронутыми. Цари Какатия, и особенно последние два, поощряли эгалитарный этос. Укоренившаяся земельная знать, существовавшая до династии, обнаружила, что её власть идёт на убыль; дарение королевской знатью земель, ранее принадлежавших дворянам, людям с меньшим статусом, во многом повлияло на это ослабление.

### Религия
Историк П.В.П. Састри предполагает, что первые вожди Какатий были последователями джайнизма. В одном из рассказов «Сиддхешвара-чариты» говорится, что Мадхававарман, предок Какатий, получил военную силу по милости богини Падмакши. Джайнская надпись Говиндапурама 1123 года Полаваса, другой семьи феодальных вождей, содержит аналогичное повествование о том, как их предок Мадхававарман получил военную силу милостью джайнской богини Якшешвари.
Согласно традиции, Прола II был инициирован в шиваизм наставником Каламукхи Рамешварой Пандитом и установил шиваизм в качестве религии своей семьи. Связанные с шиваизмом личные имена более поздних царей Какатий (таких как Рудра, Махадева, Харихара и Ганапати) также указывают на сдвиг в сторону шиваизма. Это, по словам Састри, подтверждает теорию о том, что ранние вожди Какатий были джайнами.